# Astrophanes adonis
Astrophanes adonis är en tvåvingeart som beskrevs av Osten Sacken 1886. Astrophanes adonis ingår i släktet Astrophanes och familjen svävflugor. Inga underarter finns listade i Catalogue of Life.